# Katageri, Badami
Katageri là một làng thuộc tehsil Badami, huyện Bagalkot, bang Karnataka, Ấn Độ.